# Bereinigter Jahresüberschuss
Der bereinigte Jahresüberschuss ist eine betriebswirtschaftliche Kennzahl, die einmalige Sondereffekte aus dem Jahresüberschuss eines Unternehmens herausrechnet. Man spricht hier von einer Ergebnis- oder Gewinnbereinigung. Diese dient der besseren Vergleichbarkeit des Jahresüberschusses verschiedener Rechnungsperioden oder Unternehmen.

## Berechnung
```
Jahresüberschuss
+ außerordentliche Aufwendungen
- außerordentliche Erträge
- fiktive Steuern auf steuerpflichtigen Anteil der
     außerordentlichen Aufwendungen
+ fiktive Steuern auf steuerpflichtigen Anteil der
     außerordentlichen Erträge
= 
bereinigter Jahresüberschuss
```

## Verwandte Kennzahlen
Die Kennzahlen EBTA, EBIT, EBITA und EBITDA rechnen gegenüber dem bereinigten Jahresüberschuss noch weitere Komponenten wie Abschreibungen, Finanzergebnis und Steuern aus dem Jahresüberschuss heraus. Anders als der bereinigte Jahresüberschuss basieren diese jedoch auf dem Gewinn vor Steuern und erfordern daher keine Steueranpassung.
Das Ergebnis nach DVFA/SG ist dem bereinigten Jahresüberschuss sehr ähnlich, korrigiert aber zusätzlich auch Schwankungen im Steuersatz und weitere vorübergehende Effekte.